# Daniłki (obwód grodzieński)
Daniłki (biał. Данілкі; ros. Данилки) – wieś na Białorusi, w obwodzie grodzieńskim, w rejonie brzostowickim, w sielsowiecie Brzostowica.
W dwudziestoleciu międzywojennym wieś leżała w Polsce, w województwie białostockim, w powiecie grodzieńskim, w gminie Brzostowica Mała.
Według Powszechnego Spisu Ludności z 1921 roku wieś zamieszkiwało 143 osoby, wśród których 4 było wyznania rzymskokatolickiego a 139 prawosławnego. Jednocześnie 131 mieszkańców zadeklarowało polską przynależność narodową a 12 białoruską. Było tu 24 budynki mieszkalne.